# ビューレン (ゲッティンゲン郡)
ビューレン (ドイツ語: Bühren) は、ドイツ連邦共和国ニーダーザクセン州ゲッティンゲン郡に属す町村（以下、本項では便宜上「町」と記述する）で、ドランスフェルト市を首邑とするザムトゲマインデ・ドランスフェルトを構成する町村の一つである。

## 地理

### 位置
ビューレンは南西のハン・ミュンデンと北東のドランスフェルトとの間に位置する。ミュンデン自然公園のブラムヴァルトの東端にあたるこの町を、町の南西に水源を持つシェーデ川の上流が流れている。

## 歴史
"ビューレン・フォア・デム・ヴァルト"の創設時期については分かっていない。考古学的な陶器の出土品やフォスキュッペル珪岩細工場跡は、定住するに好都合な位置にあるこの場所には旧石器時代からすでに人が訪れており、後に定住が行われたことを示している。ブルムヴァルトの東斜面にあるこの村は洪水から護られ、シェーデに船で行くことができた。この村に継続的な定住がなされた時期は不明である。9世紀と10世紀のコルヴァイ文書に "Burian" として何度も登場しており、1000年以上前であるとされている。しかし、この周囲にはかつて、あるいは現在も "Büren" と名乗る集落が他にもあり、この記述がどの集落を指しているかについては議論の余地がある。
中世には重要な交易路であるハルスター・ヘールヴェクが村のすぐ近くを通っていた。この頃から教会とティー（集会や裁判が行われた広場）が文化的中心をなすようになった。ビューレンは1973年1月1日に、それまでミュンデン郡の一部であったが、ザムトゲマインデ・ドランスフェルトの最小の自治体となった。

## 行政

### 議会
ビューレンの町議会は9議席からなる。

## 宗教
ビューレンは、2010年12月31日までプロテスタント＝ルター派の教会組織の本部所在地であった。2011年1月1日からニーメタールの聖ミヒャエリス教会と合併し、ニーメタール＝ビューレン聖ミヒャエリス教会を形成している。

## 文化と見所

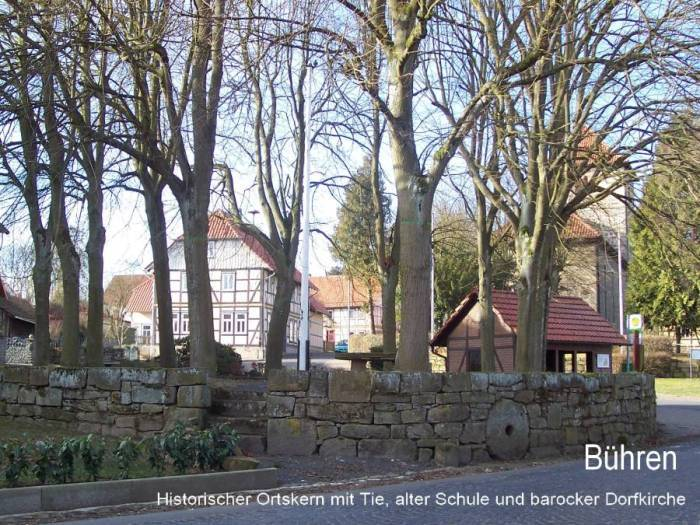
ビューレンの歴史的中心地

### 文化財と自然文化財
ビューレンの古くからの中心には、中世のティーと教会があり、これを多くの木組み建築の家屋が取り囲んでいる。これは、南ザクセンに特徴的なティードルフの典型例である。村の風景を決定づけているティーはニーダーザクセン州全体で最も保存状態が良い。その起源は、村の創設期である1000年以上前にまで遡り、この町の最も古い文化財である。現在、11本のボダイジュに囲まれたこの広場は、かつて村の司法の萌芽に用いられた。
ビューレンには10基の十字架石からなる Bührener Kreuzsteinnest（直訳すると「ビューレンの十字架の巣」）がある。この十字架石の集積は北ドイツでは唯一のものである。フォスキュッペルは珪岩で工具を造った太古の工房の発掘地である。自然文化財としては玄武岩の柱状節理である Bührener Orgelpfeifen（直訳すると「ビューレンのオルガンのパイプ」）がある。
- Bührener Kreuzsteinnest
- Bührener Orgelpfeifen

### 周回遊歩道
町の中心に位置するティーから2つの周回遊歩道が延びている。
- ビューレン文化の径: 全長 2.5 km。ビューレン及びその周辺の、自然の、あるいは文化的に重要な対象物には案内板が設けられており、興味深い情報を得ることができる。この径のルートは矢印で示されている。
- ビューレンからブラムヴァルト南の農業地をたどる:ブラムヴァルト及びその周辺の全長 12.5 km の遊歩道に面した地形、文化、記念碑がその歴史を物語る。ブラムヴァルトの変化に富んだ風景はその特徴の様々な側面を見せてくれる。

## 引用
1. ↑  Landesamt für Statistik Niedersachsen, LSN-Online Regionaldatenbank, Tabelle A100001G: Fortschreibung des Bevölkerungsstandes, Stand 31. Dezember 2023